# Allendorf an der Landsburg
Allendorf an der Landsburg (Ausspracheⓘ) ist ein Stadtteil der Stadt Schwalmstadt im nordhessischen Schwalm-Eder-Kreis.

## Geographische Lage
Allendorf liegt nordwestlich des Knüllgebirges im Landsburger Grund, auf einer Anhöhe, knapp 4,5 km nordnordöstlich des Zentrums von Treysa, dem Schwalmstädter Hauptort. Nördlich des direkt östlich der Schwalm gelegenen Dorfs befindet sich jenseits der Mündung der Gers in die Schwalm der Basaltkegel Gerstenberg, auf dem die Landsburg stand. Am westlichen Ortsrand verläuft die Bahntrasse der Main-Weser-Bahn.
Allendorf besteht aus zwei Ortskernen, die im Lauf der Jahrhunderte zusammengewachsen sind. Der nördlich gelegene und größere Kern wird um die Kirche gebildet, den Mittelpunkt des südlichen und kleineren Ortskerns bildet eine Hofanlage.

## Geschichte

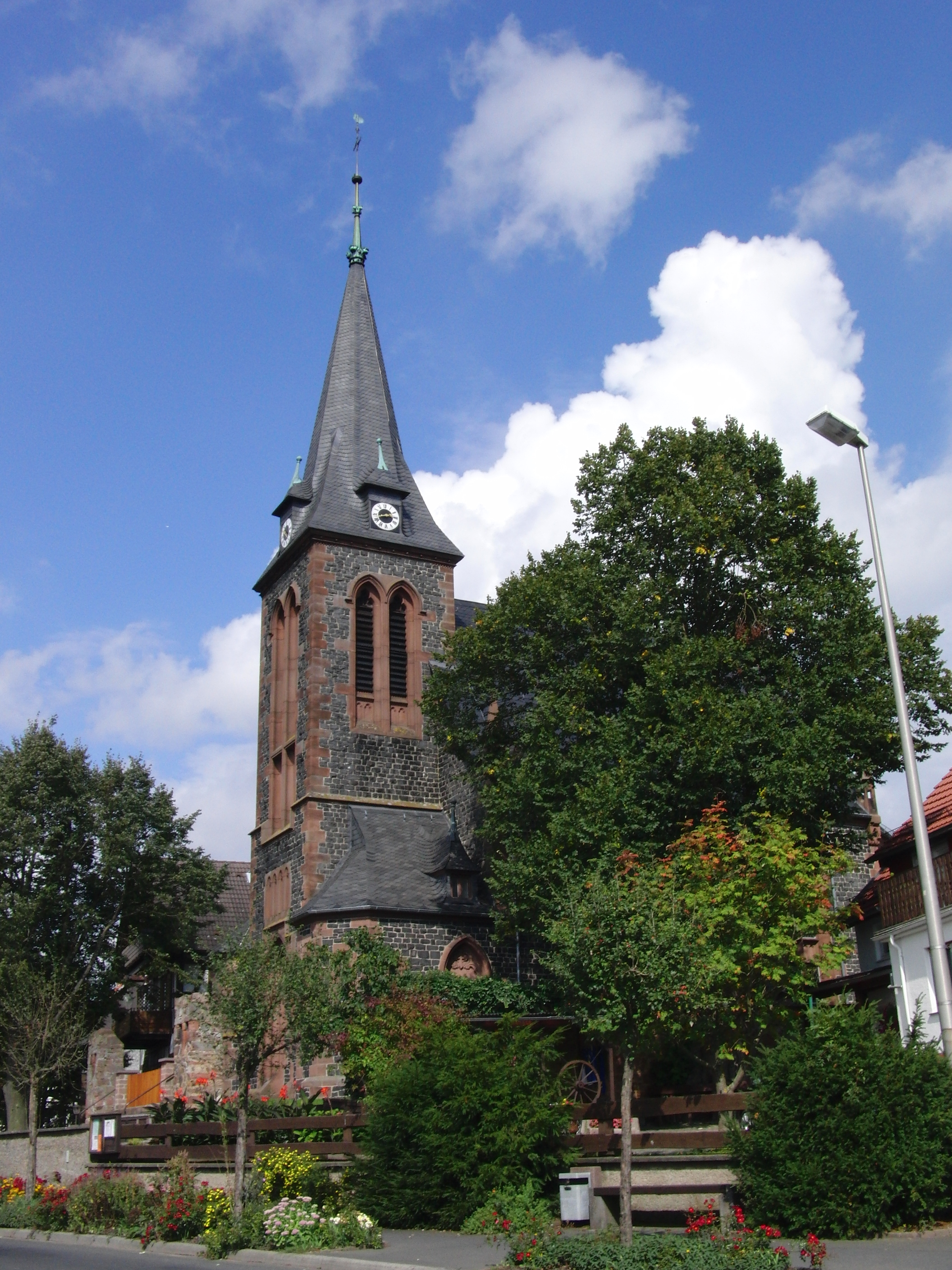
Kirche

### Ortsgeschichte
Die älteste bekannte schriftliche Erwähnung von „Allendorf an der Landsburg“ erfolgte 1197 unter dem Namen Aldendorf in einer Urkunde, in der Papst Coelestin III. dem Kloster Spieskappel seinen Schutz und Güterbesitz bestätigte. Auf dem nahegelegenen Gerstenberg errichtete Graf Johann I. von Ziegenhain 1343 eine Festung, die Landsburg. Sie diente als Schutz gegen die mainzische Burg Jesberg. Der Gerstenberg war bereits in der keltischen Zeit besiedelt, als dort eine Fliehburg stand.
Die Landsburg und Allendorf wechselten nach 1450, dem Ende der Grafschaft Ziegenhain, mehrmals den Besitzer, ehe sie 1544 wieder endgültig Teil der Landgrafschaft Hessen wurden. Nach Streitigkeiten verfiel die Burg jedoch noch im selben Jahrhundert. Im Dreißigjährigen Krieg wurde Allendorf ebenso wie das Nachbardorf Michelsberg verheerend heimgesucht.
In Allendorf an der Landsburg sammelten Jacob und Wilhelm Grimm ab 1806 zahlreiche Märchen, die ihnen die Pfarrerstochter Friederike Mannel erzählte.
Hessische Gebietsreform (1970–1977)
Zum 31. Dezember 1971 wurde die bis dahin selbständige Gemeinde „Allendorf an der Landsburg“ im Zuge der hessischen Gebietsreform auf freiwilliger Basis als Stadtteil nach Schwalmstadt eingegliedert. Für die ehemals eigenständigen Städte und Gemeinden von Schwalmstadt wurde je ein Ortsbezirk mit Ortsbeirat und Ortsvorsteher nach der Hessischen Gemeindeordnung gebildet.

### Verwaltungsgeschichte im Überblick
Die folgende Liste zeigt die Staaten und Verwaltungseinheiten, denen Allendorf a. d. Landsburg angehört(e):
- vor 1450: Heiliges Römisches Reich, Grafschaft Ziegenhain
- ab 1450: Heiliges Römisches Reich, Landgrafschaft Hessen, Amt Ziegenhain
- ab 1567: Heiliges Römisches Reich, Landgrafschaft Hessen-Kassel, Amt Ziegenhain[10]
- 1623–1638: Heiliges Römisches Reich, Landgrafschaft Hessen-Darmstadt (Pfandschaft), Amt Ziegenhain
- ab 1648: Heiliges Römisches Reich, Landgrafschaft Hessen-Kassel, Amt Ziegenhain
- ab 1806: Landgrafschaft Hessen-Kassel,[Anm. 2] Amt Ziegenhain
- 1807–1813: Königreich Westphalen,[Anm. 3] Departement der Werra, Distrikt Hersfeld, Kanton Frielendorf
- ab 1814: Kurfürstentum Hessen,[Anm. 4] Amt Ziegenhain[11]
- ab 1821/22: Kurfürstentum Hessen, Provinz Oberhessen, Kreis Ziegenhain[12][Anm. 5]
- ab 1848: Kurfürstentum Hessen, Bezirk Fritzlar
- ab 1851: Kurfürstentum Hessen, Provinz Oberhessen, Kreis Ziegenhain
- ab 1867: Königreich Preußen,[Anm. 6] Provinz Hessen-Nassau, Regierungsbezirk Kassel, Kreis Ziegenhain
- ab 1871: Deutsches Reich,  Königreich Preußen, Provinz Hessen-Nassau, Regierungsbezirk Kassel, Kreis Ziegenhain
- ab 1918: Deutsches Reich (Weimarer Republik), Freistaat Preußen, Provinz Hessen-Nassau, Regierungsbezirk Kassel, Kreis Ziegenhain
- ab 1944: Deutsches Reich, Freistaat Preußen, Provinz Kurhessen, Landkreis Ziegenhain
- ab 1945: Amerikanische Besatzungszone,[Anm. 7] Groß-Hessen, Regierungsbezirk Kassel, Landkreis Ziegenhain
- ab 1946: Amerikanische Besatzungszone, Hessen, Regierungsbezirk Kassel, Landkreis Ziegenhain
- ab 1949: Bundesrepublik Deutschland, Hessen, Regierungsbezirk Kassel, Landkreis Ziegenhain
- ab 1972: Bundesrepublik Deutschland, Hessen, Regierungsbezirk Kassel, Landkreis Ziegenhain, Stadt Schwalmstadt[Anm. 8]
- ab 1974: Bundesrepublik Deutschland, Hessen, Regierungsbezirk Kassel, Schwalm-Eder-Kreis, Stadt Schwalmstadt

## Bevölkerung

### Einwohnerstruktur 2011
Nach den Erhebungen des Zensus 2011 lebten am Stichtag, dem 9. Mai 2011, in Allendorf an der Landsburg 552 Einwohner. Darunter waren 6 (1,1 %) Ausländer. Nach dem Lebensalter waren 93 Einwohner unter 18 Jahren, 237 zwischen 18 und 49, 108 zwischen 50 und 64 und 114 Einwohner waren älter. Die Einwohner lebten in 225 Haushalten. Davon waren 57 Singlehaushalte, 60 Paare ohne Kinder und 78 Paare mit Kindern, sowie 24 Alleinerziehende und 6 Wohngemeinschaften. In 48 Haushalten lebten ausschließlich Senioren und in 144 Haushaltungen lebten keine Senioren.

### Einwohnerentwicklung
| Quelle: Historisches Ortslexikon |                                          |
| • 1502:                          | 28 Männer.                               |
| • 1585:                          | 48 Hausgesesse                           |
| • 1639:                          | 7 Bauern, 5 Ködner, 16 Einzelne, 1 Witwe |
| • 1681:                          | 32 Hausgesesse, 4 Ausschuss              |
| • 1782:                          | 51 Wohnhäuser, 311 Einwohner             |

| Allendorf an der Landsburg: Einwohnerzahlen von 1782 bis 2024 | Allendorf an der Landsburg: Einwohnerzahlen von 1782 bis 2024 | Allendorf an der Landsburg: Einwohnerzahlen von 1782 bis 2024 | Allendorf an der Landsburg: Einwohnerzahlen von 1782 bis 2024 | Allendorf an der Landsburg: Einwohnerzahlen von 1782 bis 2024 |
| --- | ------------------------------------------------------------- | ------------------------------------------------------------- | ------------------------------------------------------------- | ------------------------------------------------------------- |
| Jahr |                                                               |                                                               |                                                               | Einwohner                                                     |
| 1782 | 1782                                                          |                                                               | 311                                                           | 311                                                           |
| 1800 | 1800                                                          |                                                               | ?                                                             | ?                                                             |
| 1834 | 1834                                                          |                                                               | 506                                                           | 506                                                           |
| 1840 | 1840                                                          |                                                               | 525                                                           | 525                                                           |
| 1846 | 1846                                                          |                                                               | 561                                                           | 561                                                           |
| 1852 | 1852                                                          |                                                               | 593                                                           | 593                                                           |
| 1858 | 1858                                                          |                                                               | 565                                                           | 565                                                           |
| 1864 | 1864                                                          |                                                               | 566                                                           | 566                                                           |
| 1871 | 1871                                                          |                                                               | 564                                                           | 564                                                           |
| 1875 | 1875                                                          |                                                               | 536                                                           | 536                                                           |
| 1885 | 1885                                                          |                                                               | 485                                                           | 485                                                           |
| 1895 | 1895                                                          |                                                               | 493                                                           | 493                                                           |
| 1905 | 1905                                                          |                                                               | 549                                                           | 549                                                           |
| 1910 | 1910                                                          |                                                               | 548                                                           | 548                                                           |
| 1925 | 1925                                                          |                                                               | 550                                                           | 550                                                           |
| 1939 | 1939                                                          |                                                               | 587                                                           | 587                                                           |
| 1946 | 1946                                                          |                                                               | 830                                                           | 830                                                           |
| 1950 | 1950                                                          |                                                               | 815                                                           | 815                                                           |
| 1956 | 1956                                                          |                                                               | 650                                                           | 650                                                           |
| 1961 | 1961                                                          |                                                               | 620                                                           | 620                                                           |
| 1967 | 1967                                                          |                                                               | 623                                                           | 623                                                           |
| 1980 | 1980                                                          |                                                               | ?                                                             | ?                                                             |
| 1990 | 1990                                                          |                                                               | ?                                                             | ?                                                             |
| 2000 | 2000                                                          |                                                               | ?                                                             | ?                                                             |
| 2011 | 2011                                                          |                                                               | 552                                                           | 552                                                           |
| 2016 | 2016                                                          |                                                               | 542                                                           | 542                                                           |
| 2020 | 2020                                                          |                                                               | 505                                                           | 505                                                           |
| 2024 | 2024                                                          |                                                               | 567                                                           | 567                                                           |
| Datenquelle: Historisches Gemeindeverzeichnis für Hessen: Die Bevölkerung der Gemeinden 1834 bis 1967. Wiesbaden: Hessisches Statistisches Landesamt, 1968. Weitere Quellen: LAGIS; Stadt Schwalmstadt; Zensus 2011 |                                                               |                                                               |                                                               |                                                               |

### Historische Erwerbstätigkeit
| Quelle: Historisches Ortslexikon | |
| • 1782:                          | 2 Schmiede, 3 Wagner, 1 Bender, 2 Maurer, 2 Schneider, 3 Leineweber, 1 Müller, 1 Zimmermann, 2 Branntweinschenken, 1 Krämer, 3 Lohnschäfer, 12 Tagelöhner |
| • 1838                           | Familien: 44 Ackerbau, 25 Gewerbe, 36 Tagelöhner |
| • 1961                           | Erwerbspersonen: 163 Land- und Forstwirtschaft, 98 produzierendes Gewerbe, 40 Handel und Verkehr, 21 Dienstleistungen und Sonstiges                       |

### Historische Religionszugehörigkeit
| Quelle: Historisches Ortslexikon |                                                                   |
| • 1861:                          | 529 evangelisch-reformierte, 10 jüdische Einwohner                |
| • 1885:                          | 480 evangelische (= 98,97 %), 5 jüdische (= 1,03 %) Einwohner     |
| • 1961:                          | 549 evangelische (= 88,55 %), 61 katholische (= 9,84 %) Einwohner |

## Politik
Für Allendorf besteht ein Ortsbezirk (Gebiete der ehemaligen Gemeinde Allendorf) mit Ortsbeirat und Ortsvorsteher nach der Hessischen Gemeindeordnung.
Der Ortsbeirat besteht aus sieben Mitgliedern. Bei den Kommunalwahlen in Hessen 2021 betrug die Wahlbeteiligung zum Ortsbeirat 66,59 %. Es erhielten die SPD mit 37,12 % der Stimmen drei Sitze, die CDU mit 44,08 % drei Sitze und die „Freien Wähler“ mit 18,80 % einen Sitz. Der Ortsbeirat wählte Reinhard Otto (CDU) zum Ortsvorsteher.

## Kulturdenkmäler
Siehe Liste der Kulturdenkmäler in Allendorf an der Landsburg